# Hans Peter Hannighofer
Hans Peter Hannighofer (* 17. Oktober 1997 in Arnstadt) ist ein deutscher Bobsportler.

## Karriere
Hannighofer besuchte bis 2017 das Sportgymnasium Erfurt und begann seine sportliche Laufbahn als Leichtathlet beim Erfurter LAC und beim ASV Erfurt. Über den Mehrkampf kam er zum Diskuswurf, wo er im Juni 2016 seine persönliche Bestweite von 45,86 m erreichte. Wegen mangelnder Erfolgsaussichten wechselte er im gleichen Jahr zum Bobsport, zunächst als Anschieber, später als Pilot. Im Winter 2018/19 erhielt er erste Test-Einsätze im Europacup und gewann im Zweierbob mit Anschieber Christian Ebert die Bronzemedaille bei der Junioren-Europameisterschaft 2019. In der folgenden Saison trat er regelmäßig im Europacup an und stand im Rahmen dieser Serie im Dezember 2019 in Winterberg sowohl im Zweierbob als auch im Viererbob als Dritter auf dem Podium. Bei der Junioren-WM im Februar 2020 gewann er in beiden Disziplinen die Silbermedaille in der U23-Wertung.
Zum Auftakt der Saison 2020/21 entschied Hannighofer zwei Rennen im Europacup für sich und wurde Mitte Dezember erstmals in seiner Laufbahn für den Weltcup (in Innsbruck-Igls) nominiert. Bei seinem Debüt in der höchsten Rennserie des internationalen Bobsports belegte er Platz vier im Zweierbob, einen Tag später erreichte er in der gleichen Disziplin zeitgleich mit Johannes Lochner den dritten Rang. Im Januar 2021 wurde er mit Anschieber Christian Röder Zweierbob-Juniorenweltmeister, wobei er den Schweizer Michael Vogt um drei Zehntelsekunden schlug. Mit seinem Juniorentitel qualifizierte sich Hannighofer für die Weltmeisterschaft 2021 in Altenberg. Erneut mit Röder als Anschieber fuhr er bei der WM auf den dritten Rang hinter Francesco Friedrich und Lochner und komplettierte damit einen deutschen Dreifachsieg.
Vor der Olympiasaison 2021/22 verletzte sich Hans Peter Hannighofer bei einem Anschubtest und erlitt einen Sehnenriss im Knie, wodurch er für die gesamte Saison ausfiel. Bei seiner Rückkehr ins Wettkampfgeschehen verpasste er im November 2022 die teaminterne Qualifikation für den Weltcup 2022/23. Stattdessen startete er im Europacup, wo er in Sigulda im Januar 2023 im Zweierbob zweimal auf das Podest fuhr.